# Oklahoma! (film)
Oklahoma! – amerykański film z 1955 roku w reżyserii Freda Zinnemanna, adaptacja musicalu Oklahoma! z 1943 roku.

## Nagrody i nominacje
| Nazwa nagrody | Wygrane | Nominacje                                                                                             |
| ------------- | --- | --- |
| Oscar         | 1956 Najlepsza muzyka w musicalu Adolph Deutsch, Jay Blackton, Robert Russell Bennett Najlepszy dźwięk Fred Hynes | 1956 Najlepsze zdjęcia - filmy kolorowe Robert Surtees Najlepszy montaż Gene Ruggiero, George Boemler |
| WGA           | 1956 bez rezultatu                                                                                                | 1956 Najlepszy scenariusz musicalu Sonya Levien, William Ludwig                                       |